# Strigolnicy
Strigolnicy (ros. Стригольник)- członkowie pierwszej rosyjskiej grupy heretyckiej, powstałej w Pskowie na początku XIV w. i rozpowszechnionej później również w Nowogrodzie Wielkim i Twerze. 
Pochodzenie nazwy sekty jest nieznane. Niektórzy historycy wyprowadzają jej etymologię od rosyjskiego podstrigat', co miałoby sugerować, iż wyznawcy mieli golić swoje tradycyjne ruskie długie brody przy wstępowania do Kościoła.
Wyznanie to było szczególnie popularne wśród kupców i rzemieślników, jak również niższego kleru. Odrzucało ono całą hierarchię kościelną i zakony oraz sakramenty (które w cerkwi były opatrzone wysokimi opłatami). Domagali się wolności głoszenia Słowa Bożego, również przez świeckich. W swych wystąpieniach kaznodzieje strigolników potępiali sprzedajność i upadek moralny kleru. Nie brakowało w nich także programu socjalnego, który opierał się w zasadzie na potępieniu uzależniania chłopów przez swych panów.
Diakoni Karp i Nikita, założyciele ruchu strigolników, zdobyli sobie wielką popularność w Pskowie, jednakże musieli z niego zbiec do Nowogrodu przed prześladowaniami. Tamtejsi przedstawiciele patriarchatu, zaniepokojeni ich rosnącą popularnością, obeszli się ze strigolnikami w okrutny sposób. Podburzeni przez duchowieństwo prawosławne mieszczanie nowogrodzcy w 1376 pojmali większość wyznawców sekty Karpa i potopili w rzece Wołchow. Mimo tego wydarzenia nauki Strigolników dalej rozprzestrzeniały się w Nowogrodzie, Pskowie i Twerze.